# Xenodacnis
Xenodacnis är ett litet fågelsläkte i familjen tangaror inom ordningen tättingar. Släktet omfattar två arter som förekommer från södra Mexiko till norra Argentina:
- Sydlig mestangara (Xenodacnis parina)
- Nordlig mestangara (Xenodacnis petersi)

Tidigare inkluderades petersi i parina och vissa gör det fortfarande.